# John Richter
John Fritz Richter, né le 12 mars 1937 à Philadelphie, en Pennsylvanie, mort le 1er mars 1983, est un joueur américain de basket-ball. Il évolue durant sa carrière au poste d'ailier fort.

## Palmarès
- Champion NBA en 1960 avec les Celtics de Boston